# Tubarão-martelo-de-aba-curta
O tubarão-martelo-de-aba-curta ou cação-martelo-de-aba-curta (nome científico: Sphyrna media), também popularmente conhecido como campeva, cambeva, cambeba ou cambeja, é uma espécie pouco conhecida de tubarão-martelo, pertencente à família dos esfirnídeos (Sphyrnidae).

## Etimologia
O nome vernáculo cação provavelmente foi construído com a aglutinação do verbo caçar e o sufixo -ão de agente. Foi registrado pela primeira vez no século XIII como caçon, e depois em 1376 como caçom e 1440 como caçõoes. Tubarão, por sua vez, tem origem obscura, mas pode derivar de alguma das línguas nativas do Caribe. Seu registro mais antigo ocorre em 1500, como tubaram, na Carta de Pero Vaz de Caminha, e então como tuberão, em 1721. Por fim, campeva e suas variantes deriva do tupi a'kanga, "cabeça", e + pewa, "chato, plano, liso".

## Distribuição e habitat
O tubarão-martelo-de-aba-curta habita as águas tropicais do Oceano Atlântico ocidental, do Panamá ao sul do Brasil, e no Oceano Pacífico oriental, do Golfo da Califórnia ao Equador, e provavelmente também ao norte do Peru. É encontrado em habitats costeiros rasos.

## Descrição
O tubarão-martelo-de-aba-curta mede 150 centímetros de comprimento; machos adultos medem 90 centímetros de comprimento e fêmeas adultas 100–133 centímetros. Distingue-se por sua cabeça moderadamente larga em forma de martelo (22-33% da largura do corpo). A margem anterior da cabeça é arqueada, com fracas reentrâncias medial e lateral e sem sulcos pré-nariais, características que esta espécie compartilha com Sphyrna corona. Distingue-se de Sphyrna corona por seu focinho mais curto, boca amplamente arqueada e barbatana anal profundamente côncava. A primeira barbatana dorsal é moderadamente falciforme, e a segunda barbatana dorsal é tão alta quanto a barbatana anal. As nadadeiras pélvicas não são falchadas, com margem traseira reta a moderadamente côncava. Sua coloração é marrom-acinzentada na parte superior e clara na parte inferior, sem marcações nas nadadeiras.

## Ecologia
Na costa da ilha de Trindade, o tubarão-martelo-de-aba-curta coexiste com outros dois pequenos tubarão-martelo, o tubarão-de-pala (Sphyrna tiburo) e o tubarão-martelo-dourado (Sphyrna tudes). Essas espécies evitam a competição por diferenças de dieta e habitat; o tubarão-martelo-de-aba-curta alimenta-se de pequenos elasmobrânquios, polvos, lulas e linguados. Como outros tubarões-martelo, o tubarão-martelo-de-aba-curta é vivíparo, com os filhotes medindo 34 centímetros ou menos ao nascer.

## Conservação
O tubarão-martelo-de-aba-curta é capturado com espinhel de fundo, redes de emalhar e anzol e linha em toda a sua extensão. É capturado comercialmente e vendido como peixe fresco ou transformado em farinha de peixe. Também é uma captura acessória comum da pesca da cavalinha com rede de emalhar em Trindade. Está listado no apêndice II da Convenção sobre o Comércio Internacional das Espécies Silvestres Ameaçadas de Extinção (CITES). No Brasil, em especial, a espécie figura em várias listas de conservação: em 2007, foi classificado como vulnerável na Lista de espécies de flora e fauna ameaçadas de extinção do Estado do Pará; em 2014, como em perigo no Livro Vermelho da Fauna Ameaçada de Extinção no Estado de São Paulo; como criticamente em perigo na Lista Oficial das Espécies da Fauna Ameaçadas de Extinção do Estado da Bahia; em 2018, como criticamente em perigo no Livro Vermelho da Fauna Brasileira Ameaçada de Extinção do Instituto Chico Mendes de Conservação da Biodiversidade (ICMBio); e como criticamente em perigo no anexo três (peixes) da Lista Oficial da Fauna Brasileira Ameaçada de Extinção da Portaria MMA Nº 148, de 7 de junho de 2022.

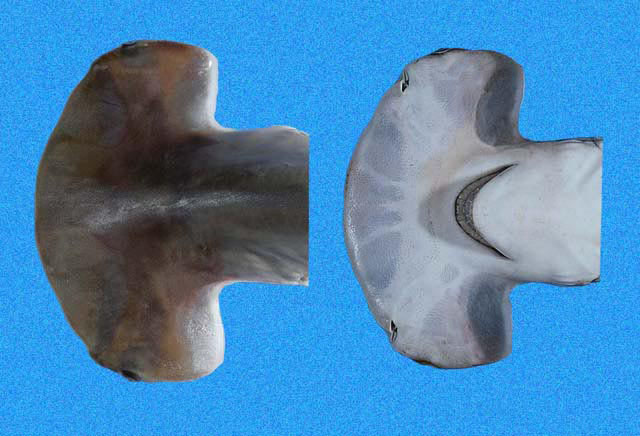
Cabeça
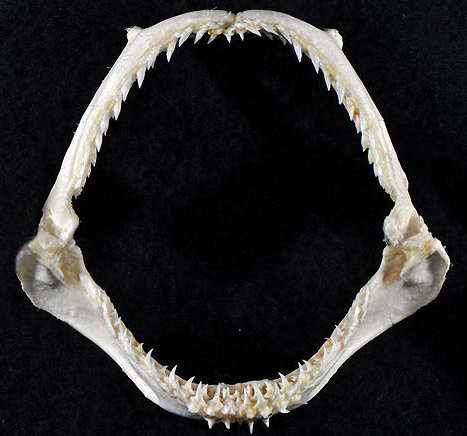
Mandíbulas
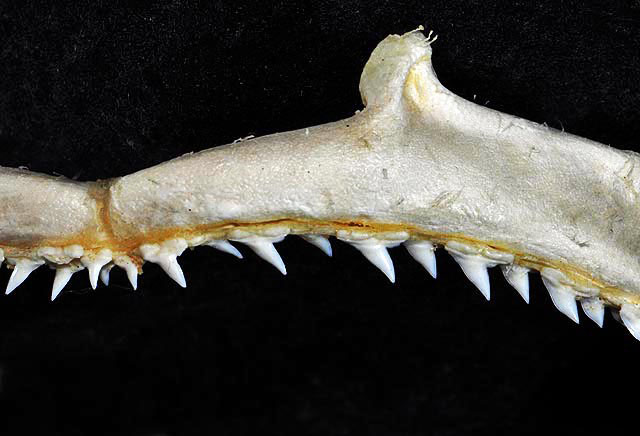
Dentes superiores
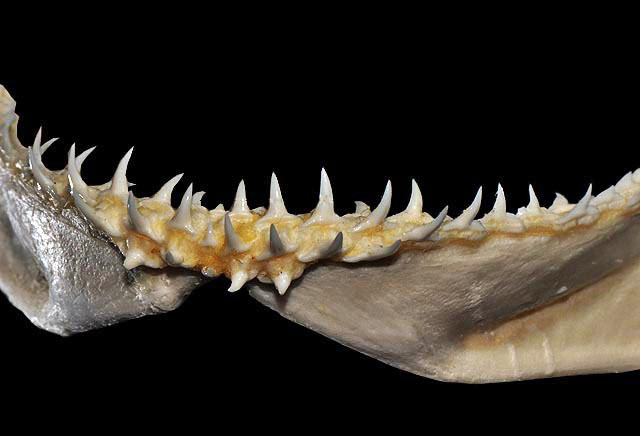
Dentes inferiores

1. 1 2  Pollom, R.; Avalos, C.; Bizzarro, J.; Burgos-Vázquez, M.I.; Cevallos, A.; Charvet, P.; Espinoza, M.; Faria, V.; Herman, K.; Mejía-Falla, P.A.; Navia, A.F.; Pérez-Jiménez, J.C.; Rincon, G.; Sosa-Nishizaki, O. (2020). «Sphyrna media». Lista Vermelha de Espécies Ameaçadas. 2020: e.T60201A3091753. doi:10.2305/IUCN.UK.2020-3.RLTS.T60201A3091753.en. Consultado em 19 de novembro de 2021
2. ↑  «Peixes Pesca Proibida - Portaria do MMA» (PDF). Ministério do Meio Ambiente (MMA). Consultado em 20 de abril de 2023. Cópia arquivada (PDF) em 28 de novembro de 2022
3. ↑  Avaliação do risco de extinção dos elasmobrânquios e quimeras no Brasil: 2010-2012 (PDF). Itajaí: Ministério do Meio Ambiente (MMA); Instituto Chico Mendes de Conservação da Biodiversidade (ICMBio); Centro Nacional de Pesquisa e Conservação da Biodiversidade Marinha do Sudeste e Sul. 2002. Consultado em 20 de abril de 2023. Cópia arquivada (PDF) em 10 de novembro de 2022
4. ↑  Chaves, Ana Maria Gonçalves (2017). Efetividade das Unidades de Conservação de Proteção Integral na preservação de espécies de tubarões existentes na costa brasileira (PDF). Curitiba: Universidade Federal do Paraná. Consultado em 20 de abril de 2023. Cópia arquivada (PDF) em 20 de abril de 2023
5. ↑  Houaiss, verbete Campeva
6. ↑  Grande Dicionário Houaiss, verbete cação
7. ↑  Grande Dicionário Houaiss, verbete tubarão
8. ↑  Grande Dicionário Houaiss, verbete cambeva
9. 1 2  Froese, Rainer; Pauly, Daniel (eds.) (2006). "Sphyrna media" em FishBase. Versão Maio 2006.
10. 1 2  Compagno, L. J. V. (1984). Sharks of the World: An Annotated and Illustrated Catalogue of Shark Species Known to Date. Roma: Organização das Nações Unidas para a Alimentação e a Agricultura (FAO)
11. ↑  Castro, J.I. (1989). «The biology of the golden hammerhead, Sphyrna tudes, off Trinidad». Environmental Biology of Fishes. 24 (1): 3–11. doi:10.1007/BF00001605
12. ↑  «CITES listings». Consultado em 13 de abril de 2023. Cópia arquivada em 15 de março de 2023
13. ↑  Extinção Zero. Está é a nossa meta (PDF). Belém: Conservação Internacional - Brasil; Museu Paraense Emílio Goeldi; Secretaria do Estado de Meio Ambiente, Governo do Estado do Pará. 2007. Consultado em 2 de maio de 2022. Cópia arquivada (PDF) em 2 de maio de 2022
14. ↑  Bressan, Paulo Magalhães; Kierulff, Maria Cecília Martins; Sugleda, Angélica Midori (2009). Fauna Ameaçada de Extinção no Estado de São Paulo - Vertebrados (PDF). São Paulo: Governo do Estado de São Paulo, Secretaria de Infraestrutura e Meio Ambiente do Estado de São Paulo (SIMA - SP), Fundação Parque Zoológico de São Paulo. Consultado em 2 de maio de 2022. Cópia arquivada (PDF) em 25 de janeiro de 2022
15. ↑  «Lista Oficial das Espécies da Fauna Ameaçadas de Extinção do Estado da Bahia.» (PDF). Secretaria do Meio Ambiente. Agosto de 2017. Consultado em 1 de maio de 2022. Cópia arquivada (PDF) em 2 de abril de 2022
16. ↑  «Livro Vermelho da Fauna Brasileira Ameaçada de Extinção» (PDF). Brasília: Instituto Chico Mendes de Conservação da Biodiversidade (ICMBio), Ministério do Meio Ambiente. 2018. Consultado em 3 de maio de 2022. Cópia arquivada (PDF) em 3 de maio de 2018
17. ↑  «Portaria MMA N.º 148, de 7 de junho de 2022» (PDF). Instituto Chico Mendes de Conservação da Biodiversidade (ICMBio), Ministério do Meio Ambiente (MMA). Consultado em 14 de abril de 2023. Cópia arquivada (PDF) em 1 de março de 2023
18. ↑  «Sphyrna media Springer, 1940». Sistema de Informação sobre a Biodiversidade Brasileira (SiBBr). Consultado em 15 de abril de 2023. Cópia arquivada em 15 de abril de 2023